# Dichaetomyia simulans
Dichaetomyia simulans este o specie de muște din genul Dichaetomyia, familia Muscidae. A fost descrisă pentru prima dată de Stein în anul 1910. Conform Catalogue of Life specia Dichaetomyia simulans nu are subspecii cunoscute.